# Huaidi

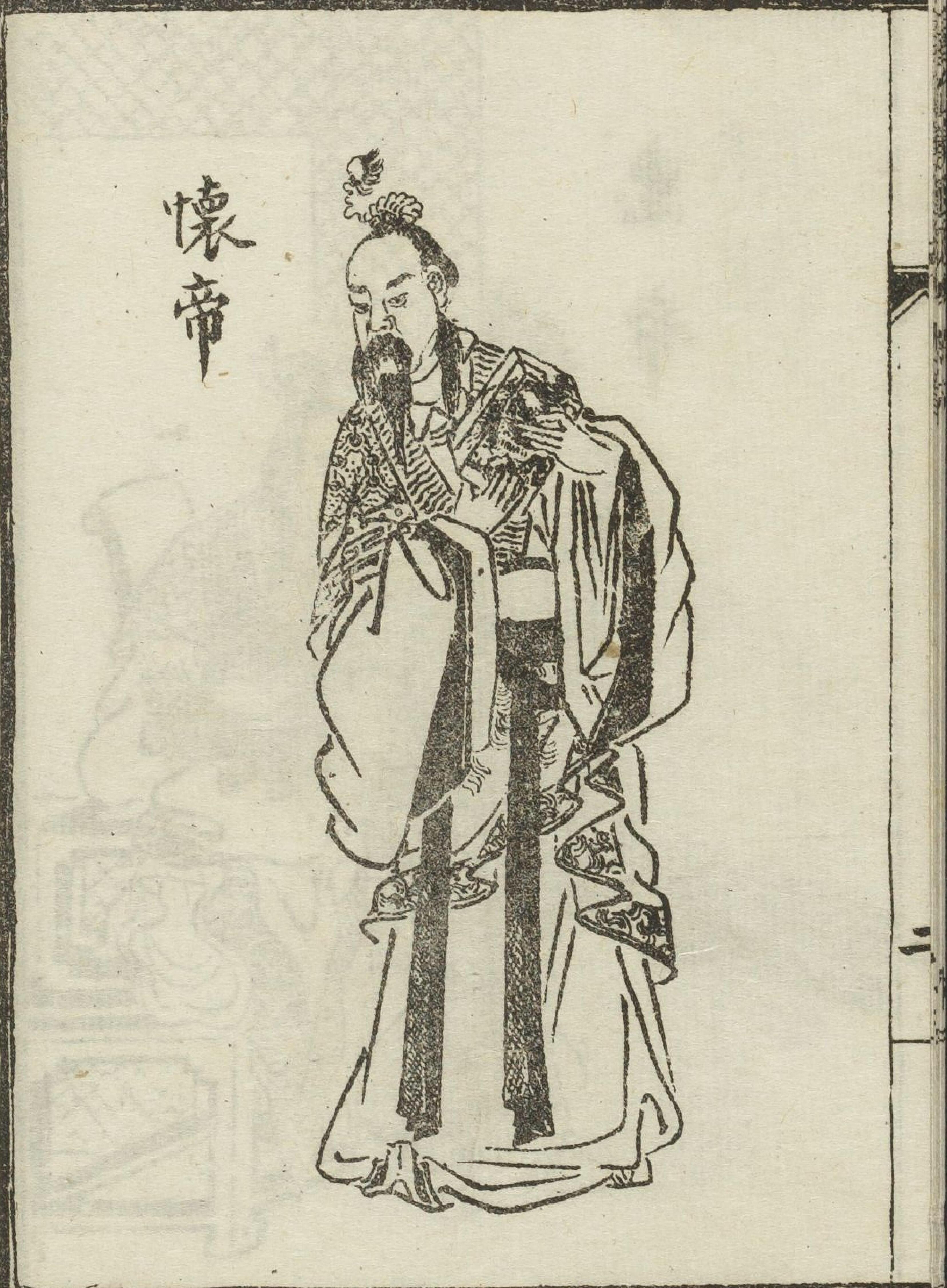
Huaidi

Huaidi foi um Chinês da Dinastia Jin Ocidental, conhecida por Período de Desunião. Reinou entre 307 e 312, foi antecedido no trono pelo Imperador Huidi, seu pai e seguido pelo seu sobrinho o imperador Mindi.